# Ребрик, Богдан Васильевич
Богдан Васильевич Ребрик (укр. Богдан Васильович Ребрик; 30 июля 1938 — 1 января 2023) — советский диссидент, политический деятель, народный депутат Украины (1990—1994).

## Биография
Родился 30 июля 1938 года в селе Павловка Станиславского воеводства Польши в крестьянской семье. Украинец.
Окончил 9 классов школы, после окончания школы ФЗО в 1954 году работал плотником треста «Магнитострой».
В 1957—1961 годах служил в Советской Армии. В 1962—1967 годах начальник радиостанции радиоклуба, инструктор, преподаватель Кулашской школы ДОСААФ Ивано-Франковского областного комитета ДОСААФ.
Арестован 6 февраля 1967 и осужден 12 мая 1967 года по ст. 62 ч. 1 — «Антисоветская агитация и пропаганда» УК УССР к лишению свободы на 3 года и лишению права занимать должности, связанные с преподаванием и воспитанием молодежи на 5 лет. Обвинение — «воспитание курсантов-призывников в националистическом духе». Отбывал заключение в Мордовских политлагерях. Освобождён 2 февраля 1970 года.
Работал грузчиком-экспедитором, зав. составом базы «Облкооплисгоспторг» города Ивано-Франковска.
Вновь арестован 23 мая 1974 года и приговорен по ст. 62 ч. 2 — «Антисоветская агитация и пропаганда совершенные лицом ранее осужденным за особо опасные государственные преступления» УК УССР к лишению свободы на 7 лет и ссылке на 3 года. Отбывал основное наказание в отделении особого режима лагеря Пермь-36 (посёлок Сосновка, учреждение ЖХ — 385 / 1). 27 апреля 1981 года был этапирован в ссылку в Целиноградскую область Казахской ССР.
В 1984—1987 годах обжигальщик фарфоровых изделий Целиноградского фарфорового завода (Казахская ССР). В 1987—1989 годах грузчик базы «Укргоспторг», Ивано-Франковск. В 1989 году был начальником хозрасчетного участка кооператива «1000 мелочей», затем рабочий по изготовлению свечей кооператива «Производственник», Ивано-Франковск.
С сентября 1989 года — член Народного руха Украины, член краевого совета НРУ; сопредседатель областного общества «Мемориал».
Выдвинут кандидатом в народные депутаты трудовым коллективом Побережского завода прессовых агрегатов, избирателями сел Павловка Тисменицкого района, Комарова и Дубовки Галицкого района.
4 марта 1990 года на выборах в Верховный совет Украинской ССР избран депутатом ВС УССР 12 созыва, набрав 71,11 % голосов среди 4 претендентов. Входил во фракцию Народного руха Украины, фракцию Конгресса национально-демократических сил. Председатель подкомиссии по вопросам репрессированных, комиссии Верховной рады Украины по делам ветеранов, инвалидов, репрессированных, малообеспеченных и воинов-интернационалистов.
С 1990 года — член Совета Украинской Республиканской партии. С 1996 года — заместитель председателя Ивано-Франковской областной организации Народно-демократической партии. С 1997 года — член Совета Республиканской Христианской партии.
С 1995 года советник председателя Тысменицкой райадминистрации Ивано-Франковской области по вопросам государственного строительства, в 1999—2003 годах советник председателя обладминистрации по политическим вопросам.
Умер 1 января 2023 года.

## Награды
Награждён орденами «За мужество» I степени (2006) и «За заслуги» III степени (2011).